# Facultad de Dirección y Gestión Pública de Pontevedra
La Facultad de Dirección y Gestión Pública de Pontevedra es un centro universitario fundado en 2022 en la ciudad española de Pontevedra y con sede en el campus de A Xunqueira, en el norte de la ciudad.
La facultad pertenece al Campus Universitario de Pontevedra, integrado en el Sistema Universitario de Galicia y dependiente de la Universidad de Vigo. Oferta estudios de dirección y gestión pública de grado y posgrado.

## Historia
La Facultad de Dirección y Gestión Pública de Pontevedra fue creada en 2022 por el Decreto 133/2022 de 7 de julio de la Consejería de Educación de Galicia, en su artículo 2. Hasta entonces, los estudios de Dirección y Gestión Pública estaban integrados en la Facultad de Ciencias Sociales y de la Comunicación.
En 1999, por Decreto 250/1999, de 9 de septiembre, en su artículo 4, se implantaron en la antigua Facultad de Ciencias Sociales los estudios de Gestión y Administración Pública, únicos de este tipo en Galicia, siendo la segunda titulación universitaria que se podía cursar en esa facultad.
En 2009 se aprobó el nuevo grado en Dirección y Gestión Pública mediante el Decreto 385/2009, de 27 de agosto, de la Consejería de Educación, en su artículo 3. Durante el curso académico 2009-2010 se introdujeron cambios significativos en la estructura del plan de estudios y en las prácticas, y el nuevo plan se publicó mediante la resolución de 15 de octubre de 2010. En el curso académico 2023-24 fue la facultad mejor valorada de la universidad por parte del alumnado.
El Máster en Dirección Pública e Liderazgo Institucional se implantó en el curso 2011-2012 en una modalidad virtual, marcando un hito en la oferta académica a distancia. Posteriormente, en el curso 2013-2014, se amplió la modalidad del grado de Dirección y Gestión Pública con la incorporación de una opción semipresencial, ofreciendo así mayor flexibilidad a los estudiantes. En el curso 2020-2021, este grado se convirtió en el primer grado del Sistema Universitario de Galicia en contar con una modalidad totalmente virtual (además de la presencial), consolidando su apuesta por la enseñanza en línea. Además, ese mismo año se llevó a cabo la implantación de un nuevo plan de estudios, adaptado a las necesidades y exigencias actuales de la formación en el ámbito de la dirección pública y el liderazgo institucional.
La Facultad de Dirección y Gestión Pública se ubica actualmente en el mismo edificio que la Facultad de Comunicación, en el campus de A Xunqueira. En el futuro se prevé construir un edificio para albergarla en el barrio de Tafisa, al otro lado del Lérez, junto con la nueva Facultad de Diseño.

## Titulaciones

### Estudios de grado
- Grado en Dirección y Gestión Pública.[15] Se ofertan dos modalidades de estudio: una presencial y otra virtual.[16] Se trata de una titulación única en el Sistema Universitario de Galicia y algunas asignaturas se pueden cursar en inglés.[17]

### Estudios de máster
- Máster universitario en Dirección Pública y Liderazgo Institucional.[15][2] Se ofrece en línea, en modalidad virtual.[16]

### Estudios de doctorado
- La facultad administra un doctorado en Creatividad e Innovación Social y sostenible.[18]

## Actividades
La Facultad organiza actividades formativas para sus alumnos, como visitas al Parlamento de Galicia o al Defensor del Pueblo. Además, la Facultad tiene convenios de prácticas con empresas y administraciones públicas. Es una de las titulaciones con mayor y más rápida empleabilidad de sus alumnos.
Después de cada proceso electoral en España, el profesorado de la Facultad especializado en Ciencia Política y de la Administración y los delegados de alumnos de la facultad mantienen un coloquio público para analizar de forma científico-política los resultados de las elecciones municipales, autonómicas y nacionales.